# Polyrhachis trispinosa
Polyrhachis trispinosa é uma espécie de formiga do gênero Polyrhachis, pertencente à subfamília Formicinae.